# Louise Platt
Louise Platt (* 3. August 1915 in Stamford, Connecticut; † 6. September 2003 in Greenport, New York) war eine US-amerikanische Schauspielerin.

## Leben und Karriere
Aufgewachsen als Tochter eines Marinearztes in Annapolis, Maryland, heiratete sie 1939 den Theaterproduzenten und -regisseur Jed Harris. Aus der bereits 1941 wieder geschiedenen Ehe ging eine Tochter hervor. Eine weitere Tochter entstammte der zweiten Ehe mit dem Lehrer Stanley Gould, mit dem Louise Platt bis zu dessen Ableben verheiratet blieb.
Nachdem ihr schauspielerisches Talent bereits zu High-School-Zeiten einem Theaterproduzenten aufgefallen war, gelangte Louise Platt als Theaterakteurin bis auf die Bühnen des Broadway. Mit 23 Jahren kam sie 1938 auch zum Film, wurde unter anderem als Darstellerin der Scarlett O’Hara in Vom Winde verweht in Betracht gezogen, bekam die Rolle jedoch nicht. Stattdessen konnte sie 1939, dem Jahr, in dem auch Vom Winde verweht erschien, in einem anderen Filmklassiker agieren, in John Fords Western Stagecoach spielte sie die schwangere Offiziersgattin Lucy Mallory. Zu ihren wenigen weiteren Filmen zählen die Abenteuerfilme Piraten in Alaska (1938) und Überfall auf die Olive Branch (1940), in denen sie jeweils größere Rollen spielte. Schon 1942 verließ Platt Hollywood wieder und kehrte zum Theater zurück. In den 1950er Jahren, zwischen 1952 und 1958, sowie ein weiteres Mal 1963 trat sie im US-amerikanischen Fernsehen auf.

## Filmografie
- 1938: I Met My Love Again
- 1938: Piraten in Alaska (Spawn of the North)
- 1939: Ringo (Stagecoach)
- 1939: Tell No Tales
- 1940: Forgotten Girls
- 1940: Überfall auf die Olive Branch (Captain Caution)
- 1942: Der schwarze Vorhang (Street of Chance)
- 1955: Playwrights ’56 (Fernsehserie, 1 Folge)
- 1956: Star Tonight (Fernsehserie, 1 Folge)
- 1956: Goodyear Television Playhouse (Fernsehserie, 1 Folge)
- 1956: Kraft Television Theatre (Fernsehserie, 3 Folgen)
- 1957: The United States Steel Hour (Fernsehserie, 1 Folge)
- 1957/1958: Alfred Hitchcock Presents (Fernsehserie, 2 Folgen)
- 1958–1959: Springfield Story (Seifenoper)
- 1959: New York Confidential (Fernsehserie, 1 Folge)
- 1959: Look Up and Live (Fernsehserie, 1 Folge)
- 1963: Gnadenlose Stadt (Naked City; Fernsehserie, 1 Folge)